# Tapura juruana
Tapura juruana är en tvåhjärtbladig växtart som först beskrevs av Ernst Heinrich Georg Ule, och fick sitt nu gällande namn av Carlos Toledo Rizzini. Tapura juruana ingår i släktet Tapura och familjen Dichapetalaceae. Inga underarter finns listade i Catalogue of Life.